# LGBT práva v Bruneji

Duhová mapa Bruneje

Homosexualita je v Bruneji nezákonná již od dob britské koloniální vlády. V minulosti za homosexuální styk hrozil trest vězení. Od roku 2014 však vláda sultanátu začala zavádět nové trestní právo v návaznosti na islámské právo šaría, podle něhož je možno uložit i trest smrti ukamenováním. Díky silnému odporu mezinárodního společenství uplatňování zejména přísnějších forem práva šaría v prvních pěti letech stagnovalo. Od dubna 2019 však měl vejit v platnost nový trestní zákoník uplatňující vedle kamenování pro homosexuální styk např. i amputace končetin za krádež a podobně drakonické tresty. Právo šaría by se mělo uplatňovat jen na muslimské obyvatelstvo, představující asi dvě třetiny populace Bruneji. Lidskoprávní organizace Amnesty International zavádění takové legislativy odsoudila a vyzvala vládu se sultánem Hassanalem Bolkiahem v čele, aby od represí upustila.
Dne 11. března 2015 byla státnímu úředníkovi uložena pokuta ve výši 1 tisíce brunejských dolarů a 60 dní vězení za crossdressing podle práva šaría, jehož aplikace v trestněprávních záležitostech je zde zcela běžná.

## Souhrn
| Legální stejnopohlavní styk                                                  | (trest smrti) |
| Stejný legální věk způsobilosti k pohlavnímu styku pro obě orientace         | Ne            |
| Antidiskriminační zákony v zaměstnání                                        | Ne            |
| Antidiskriminační zákony ve službách a zboží                                 | Ne            |
| Antidiskriminační zákony v ostatních oblastech (urážky, zločiny z nenávisti) | Ne            |
| Stejnopohlavní manželství                                                    | Ne            |
| Jiná forma stejnopohlavního soužití                                          | Ne            |
| Adopce dítěte partnera                                                       | Ne            |
| Společná adopce                                                              | Ne            |
| Gayové a lesby smějí otevřeně sloužit v armádě                               | Ne            |
| Možnost změny pohlaví                                                        | Ne            |
| Možnost umělého oplodnění pro lesbické ženy                                  | Ne            |
| Náhradní mateřství pro gay páry                                              | Ne            |
| Automatické rodičovství homosexuálních manželů při narození potomka          | Ne            |